# Passalus gaboi
Passalus gaboi (лат.) — вид сахарных жуков рода Passalus из семейства пассалиды (Passalidae). Неотропика (Колумбия). Крупного размера жуки, которые имеют длину около 3 см (31,6—34,2 мм), гемибрахиптерные, тело выпуклое блестящее черное. Передний край лица с небольшой срединной выемкой, без вторичных медиально-фронтальных бугорков. Медиофронтальный и латерофронтальный бугорки слиты, среднего размера. Центральный бугорок с несвободной вершиной. Латеропостерные бугорки слабо выражены и округлены. Глаза редуцированы, при боковом виде кантус закрывает 1/2 глаза. Антеннальная булава трехламеллярная, с длинными ламелями. Лацинии с вершиной двузубчатые. Медиобазальная область ментума выступающая, сильно пунктированная и опушенная. Маргинальная борозда широкая, занимает 3/4 переднего края переднеспинки. Простернеллюм ромбовидный, усеченный. Мезостернум без мезостернальных рубцов, обозначен только непрозрачной зоной, пунктирован и голый. Метастернум опушен переднелатерально и в латеральной бороздке; диск гладкий, ограничен многочисленными точками медиально и заднелатерально. Плечевые кости и надкрылья голые. Последний стернит брюшка с полной маргинальной бороздкой. Передне-вентральная граница профемура с тонкой бороздкой. Мезотибии с небольшими шипиками по внешнему краю. Метатибии не вооружены.  Клипеус скрыт под лицевым склеритом. Фронтоклипеус отсутствует.